# Саана (фьельд)
Саана (фин. Saana северносаам. Sána) — фьельд (сопка, тунтури) в Финляндии на северо-западе муниципалитета Энонтекиё. Его высота составляет 1029 метров, и он возвышается на 556 метров над поверхностью близлежащего озера Килписъярви. Сопка находится в единственной части Финляндии, которая простирается до Скандинавских гор.

## Туризм

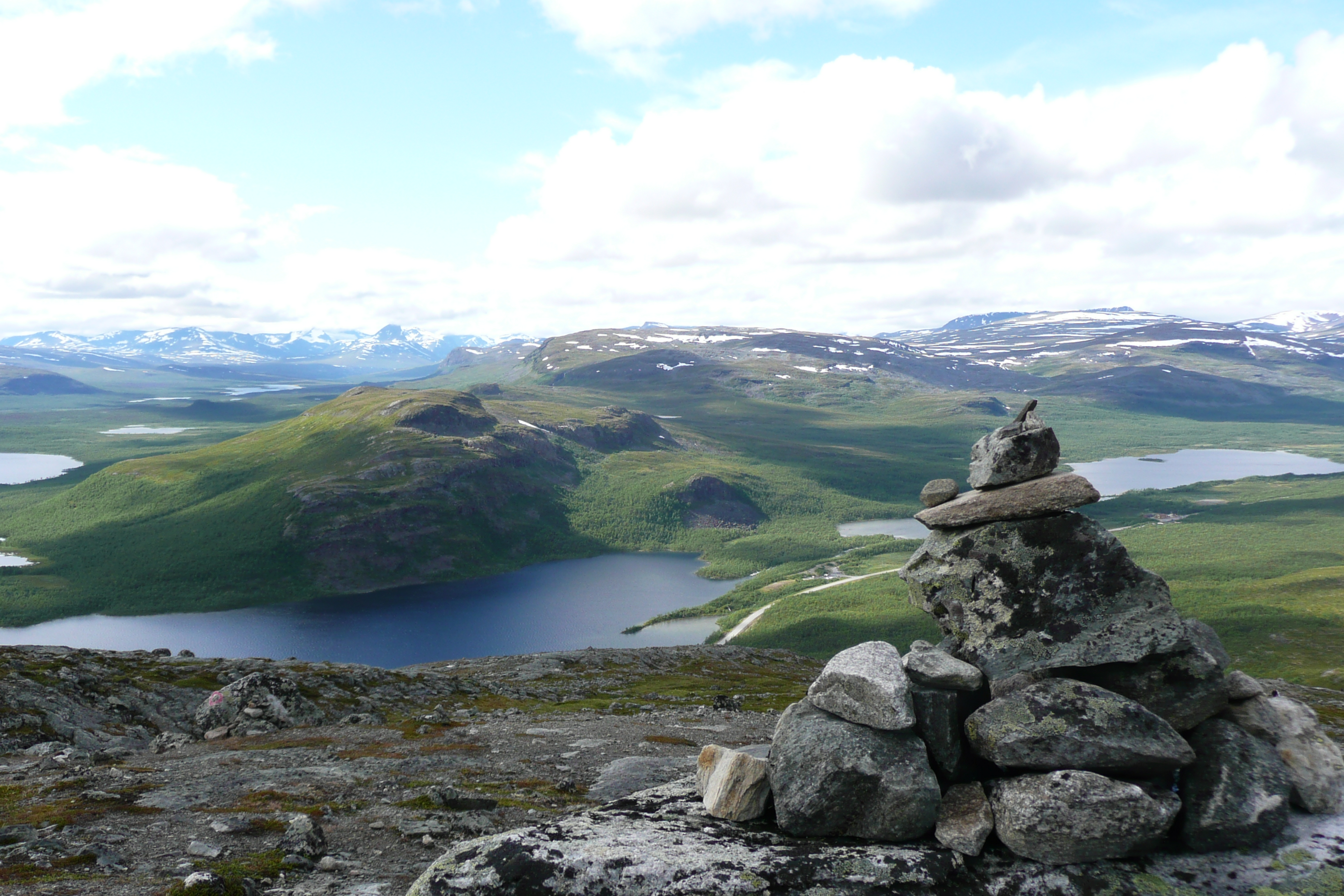
Вид с вершины Сааны в сторону природного парка Малла

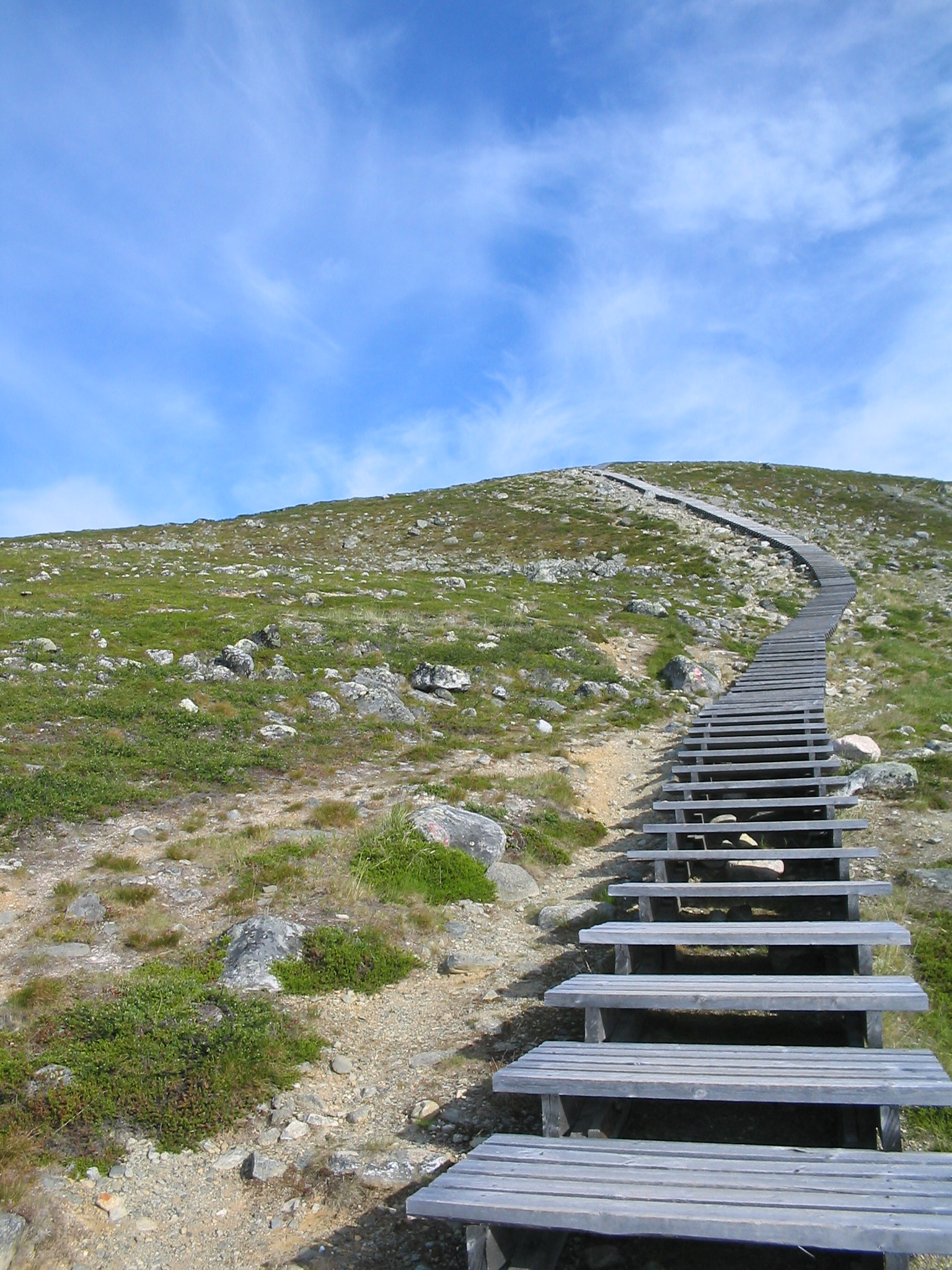
Подъём на вершину Сааны

Саана — одна из самых известных сопок в Финляндии, популярная туристическая достопримечательность и место для пеших прогулок. К вершине Сааны ведет 5-километровая тропа с двумя отправными точками: кемпингом Килписъярви и парковкой природного парка Малла . Из соображений сохранения природы подниматься на сопку можно только по обозначенным тропам. Сначала путь проходит по предгорьям к более пологой северо-западной оконечности Сааны. После Койвико начинается более крутая часть тропы, собственно подъем на сопку, для облегчения которой сооружены лестницы. Начало тропы засыпано гравием, также есть хижина, туалет и дровяной склад.

## Растительность и фауна
В 1988 году на юго-западном склоне Сааны был образован заповедник на частных землях (фин. Luonnonsuojelu yksityismailla). Склон сложен из очень известковой каменной породы, что позволяет выращивать в этом районе более требовательные горные растения, такие как рододендрон лапландский. Питательные вещества, стекавшие вниз с талой водой, создали исключительно пышные рощи во впадинах у основания сопки.
Из видов бабочек особенно распространена голубянка арктическая (Plebeius glandon), регулярно встречающаяся в Финляндии только в районе Сааны. Другим типичным видом в этом районе является желтушка сибирская (Colias nastes). На верхних склонах сопки можно увидеть редкого для Финляндии белозобого дрозда (Turdus torquatus), тундряную куропатку (Lagopus mutus), хрустана (Charadrius morinellus) и пуночку (Plectrophenax nivalis).

## Климат
| Показатель                                                             | Янв.  | Фев.  | Март  | Апр.  | Май   | Июнь | Июль | Авг. | Сен. | Окт.  | Нояб. | Дек.  | Год  |
| ---------------------------------------------------------------------- | ----- | ----- | ----- | ----- | ----- | ---- | ---- | ---- | ---- | ----- | ----- | ----- | ---- |
| Абсолютный максимум, °C                                                | 2,9   | 2,7   | 4,8   | 10,5  | 21,2  | 22,8 | 24,8 | 23,9 | 16,6 | 12,6  | 9,6   | 3,2   | 24,8 |
| Средняя температура, °C                                                | −10,6 | −11,3 | −9,6  | −6,2  | −1,3  | 4,2  | 8,4  | 6,9  | 2,3  | −3,5  | −7    | −9,2  | −3,1 |
| Абсолютный минимум, °C                                                 | −30,2 | −32   | −21,6 | −19,2 | −13,1 | −7,7 | −2,2 | −4,7 | −7,8 | −15,1 | −25,2 | −24,8 | −32  |
| Источник: https://www.ilmatieteenlaitos.fi/1991-2020-lampotilatilastot |       |       |       |       |       |      |      |      |      |       |       |       |      |